# Jasienica (Police)
Jasienica (deutsch Jasenitz) ist ein Ort in der polnischen Woiwodschaft Westpommern. Er bildet einen Stadtteil der Stadt Police (Pölitz).

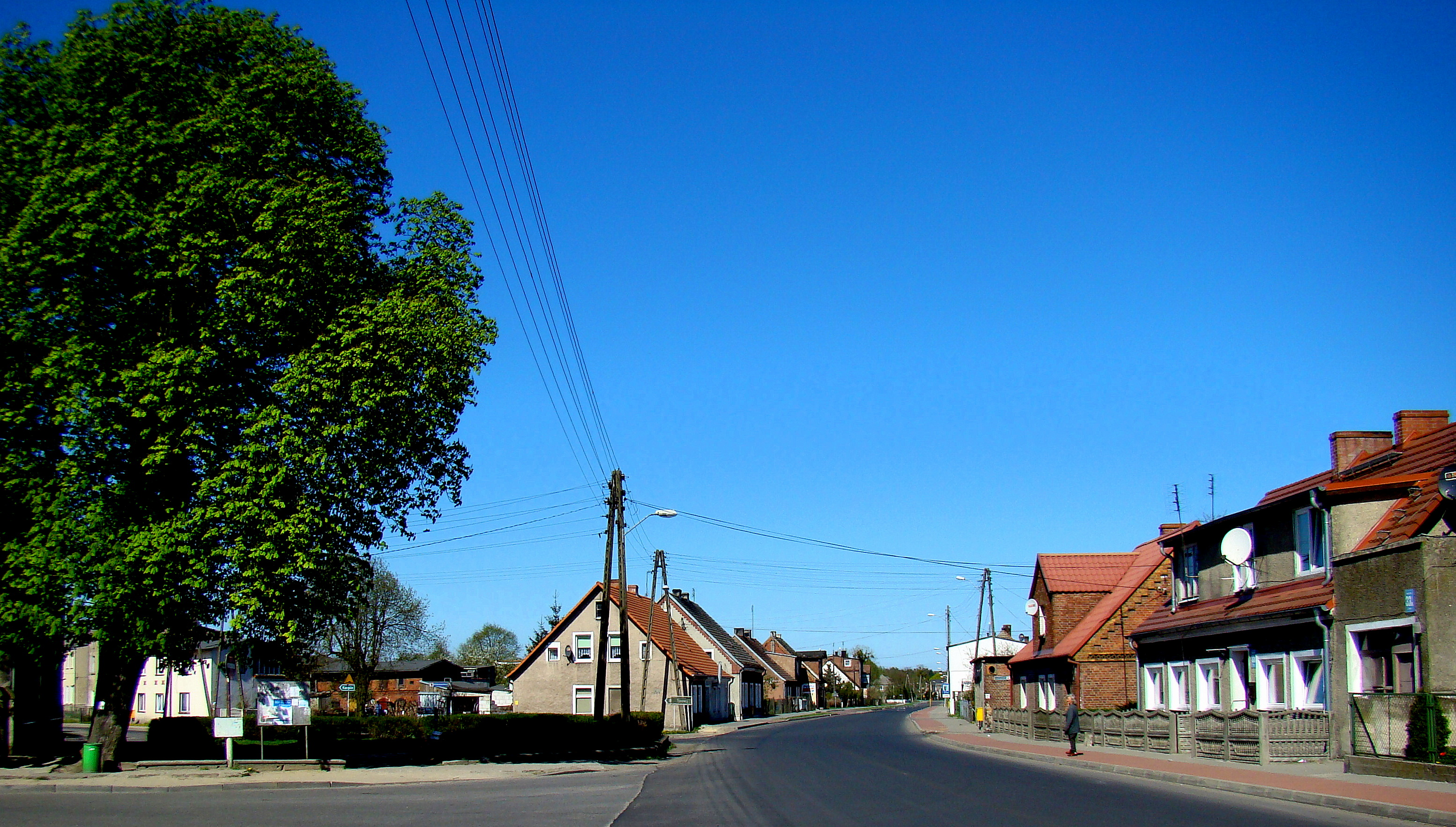
Ortsdurchfahrt

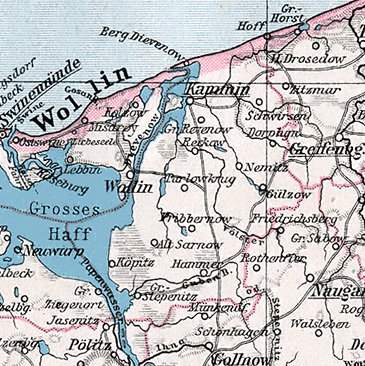
Jasenitz südlich des Großen Haffs am Westufer des Papenwassers und nördlich von Pölitz auf einer Landkarte von 1905

## Geographische Lage
Der Ort liegt im östlichen Vorpommern, etwa 15 Kilometer nördlich von Stettin, und westlich der Oder in dem sogenannten Stettiner Zipfel, also in dem Teil Vorpommerns, der 1945 unter polnische Verwaltung gestellt wurde.
Durch den Ort, der am Westufer des Papenwassers des Stettiner Haffs liegt, fließt von West nach Ost die Gunica (Aalbach), die östlich des Ortes in die Oder mündet.
Westlich des Ortskerns verläuft die Bahnstrecke Szczecin–Trzebież Szczeciński (Stettin–Ziegenort).

## Geschichte

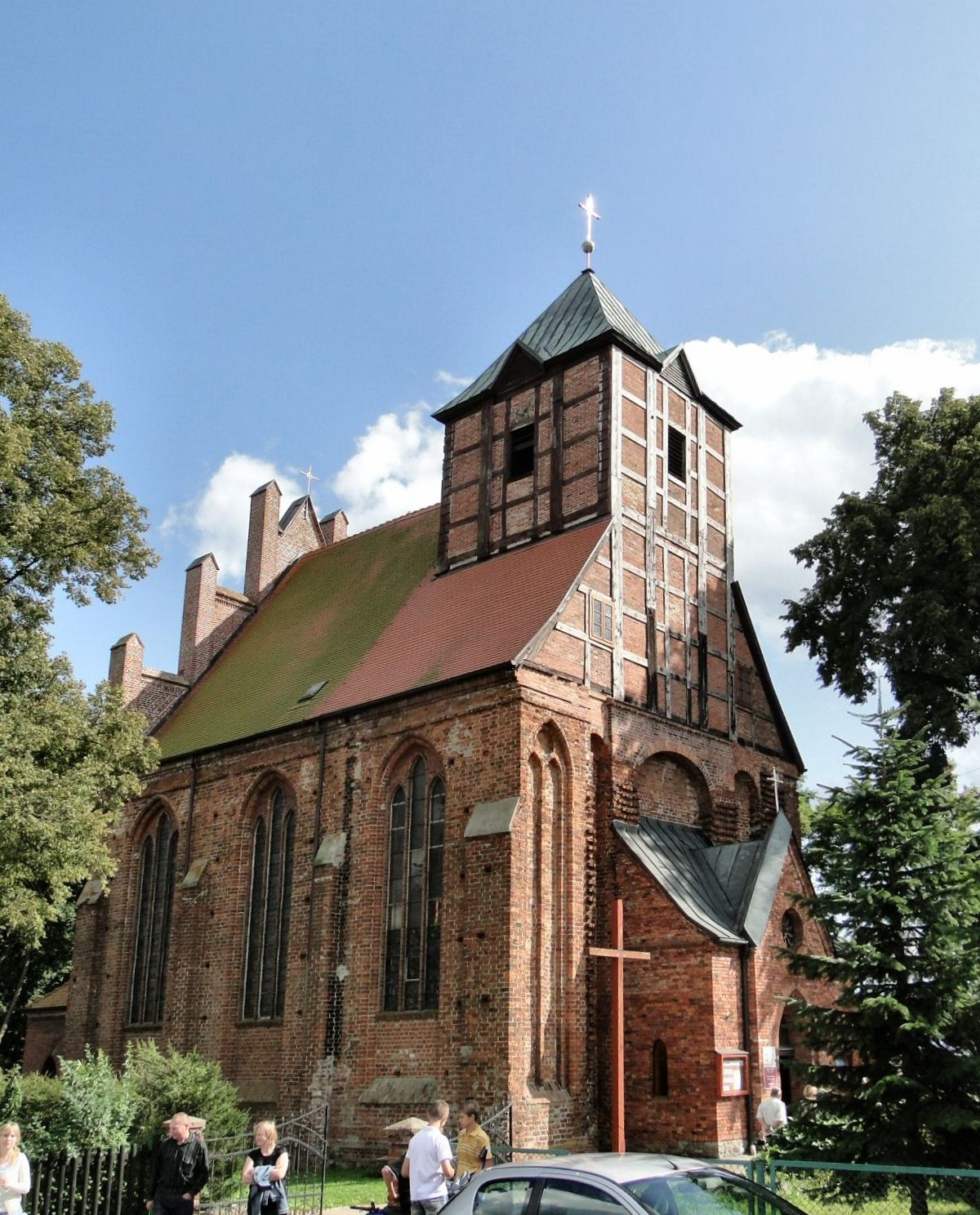
Kirche St. Petrus und Paulus in Jasienica

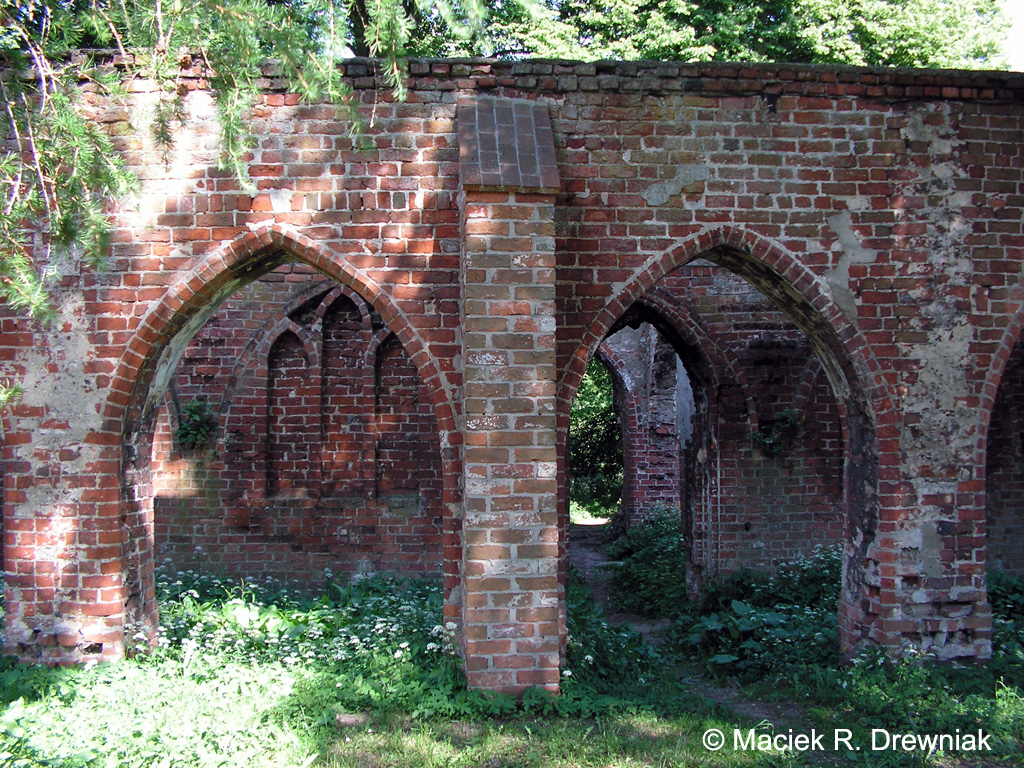
Mauerrest des ehemaligen Augustinerchorherren-Stifts Jasenitz (14./16. Jahrhundert)

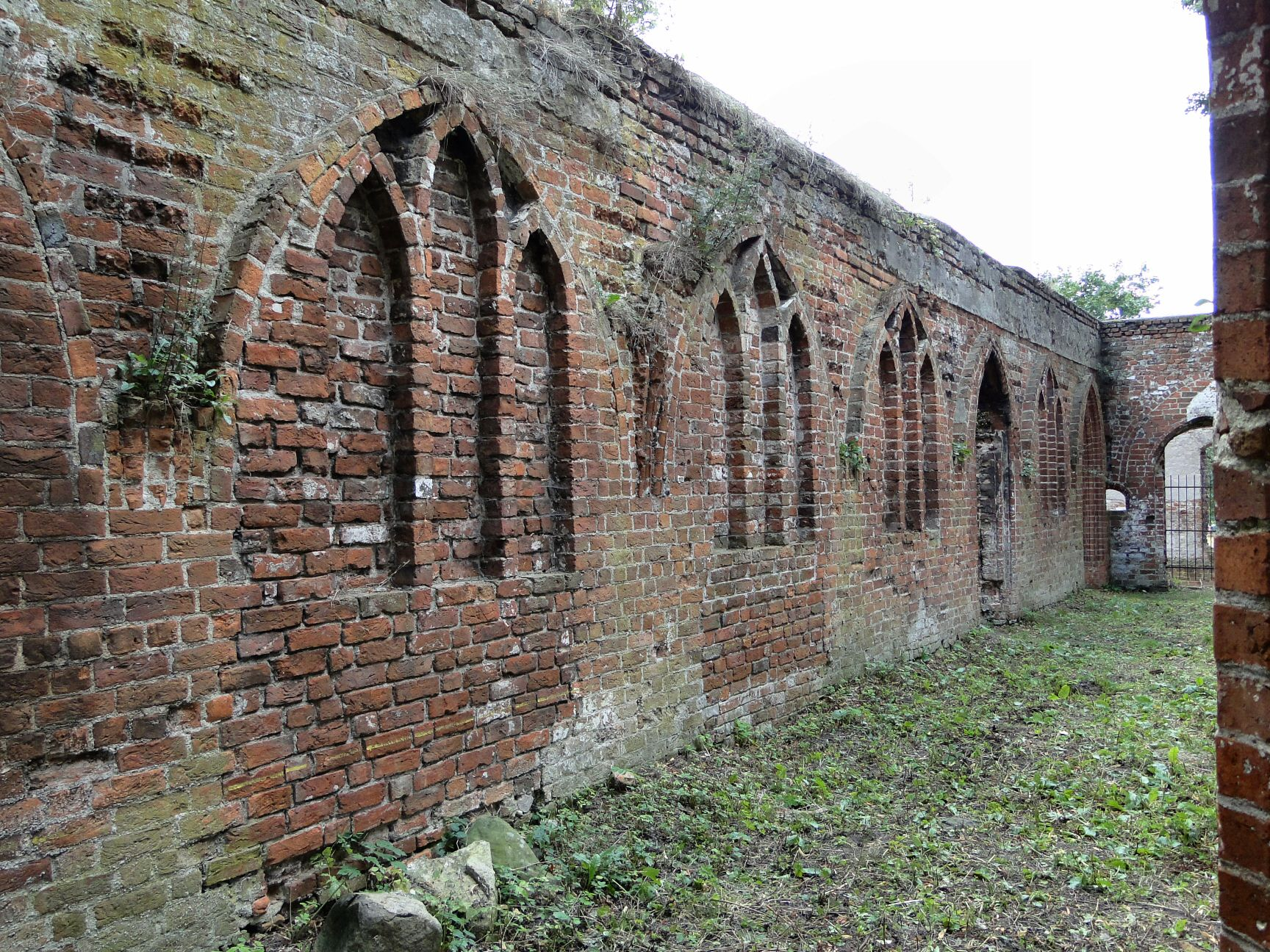
Ruine des Augustinerchorherren-Stifts Jasenitz

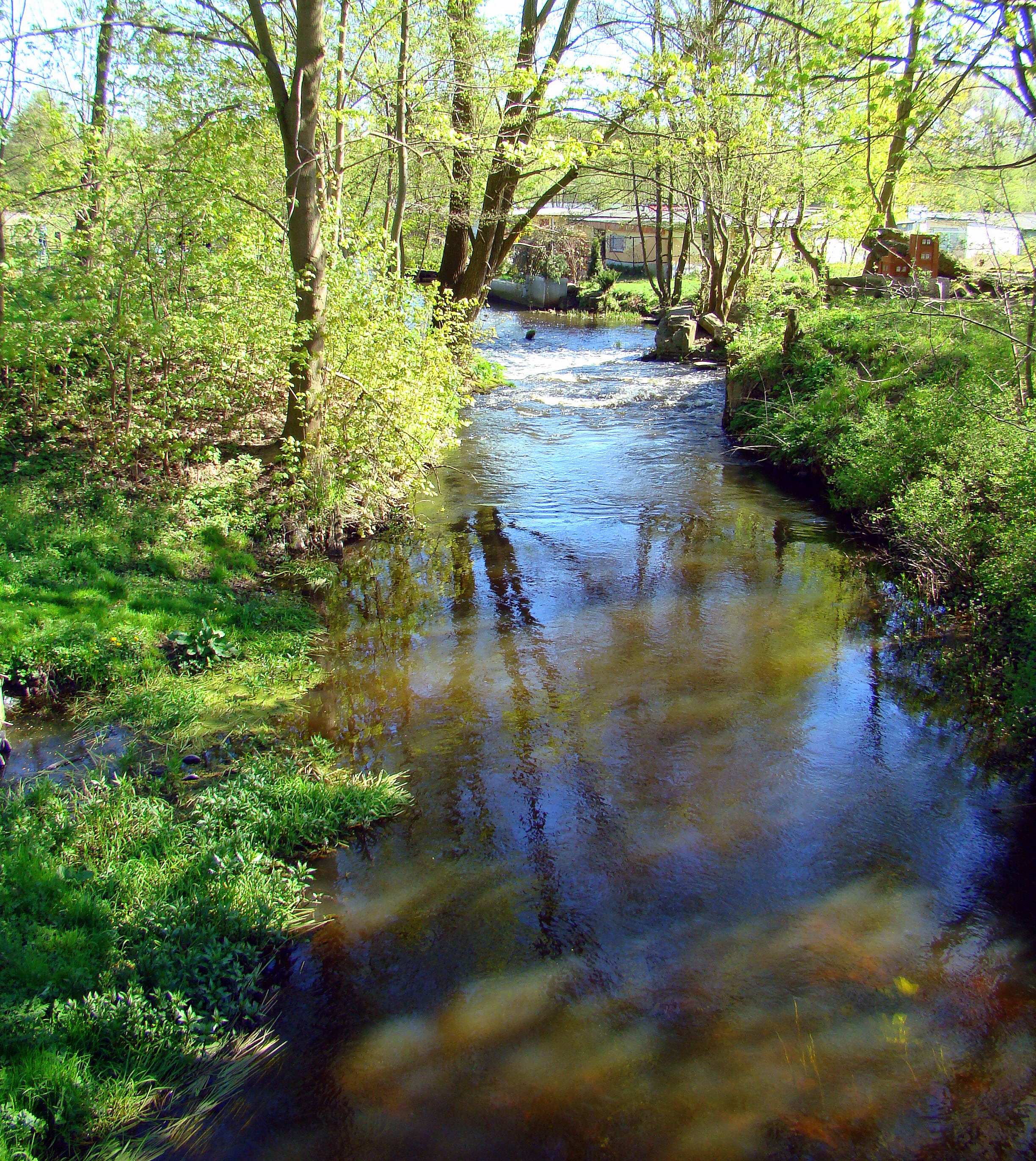
Gunica (Aalbach)

Das Dorf Jasenitz wurde erstmals 1260 erwähnt. 1299 errichteten die Besitzer des Ortes eine erste Kirche, die eine Filialkirche von Pölitz wurde. Der Ortsname ist von dem slawischen Wort Jassen für Esche hergeleitet, was darauf hindeutet, dass hier zur Gründungszeit der Ortschaft Eschenwälder vorherrschend waren.
1305 erwarb das in 1260 in Ueckermünde gegründete Augustinerchorherren-Stift das Dorf Jasenitz von Herzog Otto I. von Pommern. Um 1329 verlegte das Stift dann seinen Sitz nach Jasenitz. Nachdem das Kloster zweihundert Jahre lang bestanden hatte, geriet es in Verruf, weil sich die Klosterbrüder nicht an die Ordensregeln hielten. Nicht lange nach 1486 griff Herzog Bogislaw X. durch, entließ die vorhandenen Klosterbrüder und ersetzte sie durch Regularkanoniker mit einem Abbas an der Spitze aus dem Kloster Möllenbeck an der Weser. Das Kloster blieb bestehen, bis es im Rahmen der Reformation nach 1535 aufgelöst wurde.
Im Zuge der Reformation gelangten die Klostergebäude in den Besitz der pommerschen Herzöge Barnim IX. und Philipp I. In Gegenwart einer großen Zahl von Hauptleuten und Räten verhandelten die Herzöge am 25. Oktober 1543 in Jasenitz über die Stiftung einer höheren Schule und unterzeichneten hier die Gründungsurkunde für das fürstliche Pädagogium in Stettin, das spätere Marienstiftsgymnasium. 1569 wurde in Jasenitz die erneute Erbteilung zwischen den pommerschen Herzögen beschlossen.
Die ehemalige Klosteranlage auf dem Marienberg wurde nun Sitz eines fürstlichen Domänenamts. Das Hauptgebäude wurde schlossartig ausgebaut und von den Herzögen als Jagdschloss genutzt. Während des Dreißigjährigen Kriegs wurde die Klosteranlage stark beschädigt, doch während der Schwedenzeit wurde sie wieder hergerichtet. Ab 1774 hatte Prinzessin Elisabeth, die nach Stettin verbannte geschiedene Gemahlin Friedrich Wilhelms II., hier ihren Sommersitz.
Ein Teil der früheren Klosterkirche wurde nach der Reformation als Kirche des Ortes genutzt. Die spätgotische Marienkirche erhielt 1858 einen neu errichteten Chorschluss.
Um 1775 gab es in dem Dorf Jasenitz einen Prediger, 13 Bauern, 38 Büdner, bei denen es sich größtenteils um Schiffer, Matrosen, Fischer sowie einige Handwerker handelte, ein Küsterhaus, einen Mahlmüller, einen Schneidemüller, einen Schäfer und einen Brauer. Auf der Gemarkung des Dorfs befanden sich ein Vorwerk mit einer Brauerei und Brennerei, ein Teerofen und eine Wassermühle.
1811 verkaufte der preußische Staat das Schlossgut Jasenitz an Hans Georg Alexander Friedrich von Köller, den Generallandschaftsdirektor der Pommerschen Landschaft. Die bisherige landesherrliche Domäne erhielt nun die Rechte eines Rittergutes. Matthias von Köller übernahm das Gut Jasenitz nach dem Tod seines Vaters im Jahre 1820, verkaufte es aber im Jahre 1837.
Am 1. Januar 1862 hatte das Dorf Jasenitz, ohne das Schlossgut, 1.267 Einwohner, die in 258 Familien lebten.
Um das Jahr 1930 hatte die Gemarkung der Gemeinde Jasenitz, auf der Jasenitz der einzige Wohnort war, eine Flächengröße von 5,1 km²; im Jahr 1925 wurden 1.779 Einwohner gezählt, die auf 504 Haushaltungen verteilt waren.
Die Landgemeinde Jasenitz gehörte bis 1939 zum Kreis Randow in der preußischen Provinz Pommern im Regierungsbezirk Stettin des Deutschen Reichs. Mit der Auflösung des Kreises Randow kam Jasenitz 1939 zum Landkreis Ueckermünde.
Gegen Ende des Zweiten Weltkriegs wurde die Region von der Roten Armee besetzt. Nach Kriegsende wurde Jasenitz mit Stettin und ganz Hinterpommern – militärische Sperrgebiete ausgenommen – seitens der sowjetischen Besatzungsmacht der Volksrepublik Polen zur Verwaltung überlassen. Es begann danach schon die vereinzelte Zuwanderung von Polen. Das Dorf wurde in „Jasienica“  umbenannt. In der Folgezeit wurde die einheimische Bevölkerung von der polnischen Administration aus der Region vertrieben.
Nach 1946 lebten in Jasienica Arbeiter aus der Land- und Forstwirtschaft sowie Arbeiter aus Stettin und der naheliegenden Stadt Police (Pölitz), insbesondere aus den Chemiewerken „Police“. 1973 wurde Jasienica in die Stadt Police (Pölitz) eingemeindet.

## Entwicklung der Einwohnerzahl
- 1862: 1267 (ohne das Schlossgut), davon vier Katholiken und acht Juden[11]
- 1925: 1779, davon 17 Katholiken und ein Jude[12]
- 1933: 3257[13]
- 1939: 3488[13]

## Religion
Die vor 1945 in Jasenitz anwesende Bevölkerung gehörte mit großer Mehrheit dem evangelischen Glaubensbekenntnis an; im Jahr 1925 wurden außer den Protestanten 17 Katholiken und ein Jude gezählt.

## Sehenswürdigkeiten
- Ruine des ehemaligen Augustinerklosters Jasenitz: Von den im 14. Jahrhundert erbauten Klostergebäuden sind die Umfassungsmauern des Süd- und Ostflügels bis zum ersten Obergeschoss sowie die Keller im ruinösen Zustand erhalten geblieben.
- Katholische St. Petrus und Pauluskirche, ehemals evangelische Marienkirche: Die erste Kirche an diesem Ort, die dem Heiligen Kreuz geweiht war, wurde 1299 in Quellen erwähnt und war aus Holz erbaut. Die Kirche wurde im 14. Jahrhundert nach einem Brand wieder aufgebaut. Für den Wiederaufbau wurden Sandstein und Feldsteine verwendet. Ende des 17. Jahrhunderts verfiel die Kirche, wurde abgerissen und 1725 unter Erweiterung wieder aufgebaut. Von der ursprünglichen Kirche ist nur die Kapelle erhalten. An der Westseite wurde ein Turm angebaut. Das mehrschiffige Kirchenschiff wurde im 18. Jahrhundert verkürzt. Im Jahr 1858 kam es erneut zu einem Brand, woraufhin ein neuer Turm über dem Kirchenschiff und einem Presbyterium von Osten her errichtet wurde. Im 20. Jahrhundert wurde der Kirche eine Vorhalle hinzugefügt. Die Kirche war Teil des hier bis zur Einführung der Reformation im Herzogtum Pommern bestehenden Augustinerklosters. Von der Reformation bis 1945 evangelisch, wurde die Kirche am 29. Juni 1947 katholisch geweiht.

## Persönlichkeiten

### Söhne und Töchter des Ortes
- Georg von Köller (1823–1916), deutscher Politiker (Konservative Partei), Präsident des Preußischen Abgeordnetenhauses
- Hans Modrow (1928–2023), deutscher Politiker (SED/PDS/Linke), Vorsitzender des Ministerrates der DDR
- Andreas Bogdain (* 1959), deutscher Künstler

### Persönlichkeiten, die im Ort gewirkt haben
- Ludwig Giesebrecht (1792–1873), Dichter und Historiker, lebte zuletzt bei seiner Tochter in Jasenitz
- Paul Holz (Zeichner) (1883–1938), Zeichner, ging in Jasenitz zur Schule